# Apicia inficitaria
Apicia inficitaria är en fjärilsart som beskrevs av Walker 1860. Apicia inficitaria ingår i släktet Apicia och familjen mätare. Inga underarter finns listade i Catalogue of Life.